# Mesotheristus laxus
Mesotheristus laxus är en rundmaskart som först beskrevs av Christian Wieser 1956.  Mesotheristus laxus ingår i släktet Mesotheristus och familjen Monhysteridae. Inga underarter finns listade i Catalogue of Life.